# Sauveterre-Saint-Denis
Sauveterre-Saint-Denis – miejscowość i gmina we Francji, w regionie Nowa Akwitania, w departamencie Lot i Garonna.
Według danych na rok 1990 gminę zamieszkiwało 425 osób, a gęstość zaludnienia wynosiła 52 osób/km² (wśród 2290 gmin Akwitanii Sauveterre-Saint-Denis plasuje się na 771. miejscu pod względem liczby ludności, natomiast pod względem powierzchni na miejscu 1192.).